# Le Mazis
 Le Mazis  es una población y comuna francesa, en la región de Picardía, departamento de Somme, en el distrito de Amiens y cantón de Oisemont. Su clima es uno de los más cálidos de Francia.

## Demografía
| 100 | 98 | 84 | 94 | 91 | 97 |
| Para los censos de 1962 a 1999 la población legal corresponde a la población sin duplicidades (Fuente: INSEE [Consultar]) |    |    |    |    |    |